# Интегрированный оборонно-наступательный океаническо-сухопутно-космический комплекс
Интегрированный оборонно-наступательный океаническо-сухопутно-космический комплекс — разработка 1960-х гг. в сфере военно-космических технологий коллектива под руководством В. Н. Челомея в ОКБ-52, которая осталась в проекте. Исходно, комплекс разрабатывался как новая система противоракетной обороны страны в рамках конкурса на замену экспериментальной системы «А», во исполнение соответствующих решений Политбюро ЦК КПСС, наряду с аналогичными проектами других конструкторов — системы А-35 (Г. В. Кисунько, ОКБ-30), «Азов» (А. А. Расплетин, КБ-1), «Заслон» (Ю. Г. Бурлаков, НИИ-244), а также другими перспективными проектами, однако, проекты систем ПРО других конструкторов были, во-первых, проектами зональной или объектовой ПРО, обеспечивающими только противоракетную оборону Москвы и Московской области, и, в долгосрочной перспективе, некоторых других крупных промышленных центров, они не были проектами общесоюзного характера, которые могли бы обеспечить безопасность всей территории Советского Союза от ядерной угрозы, во-вторых, обеспечивали оборону столичного региона только от одиночных ракет, от случайных и провокационных запусков, а не от массированного ракетно-ядерного удара и, в-третьих, были системами сухопутного базирования, преимущественно стационарными. В. Н. Челомей же предполагал создание системы ПРО, которая могла бы обеспечить противоракетный «зонтик» надо всей страной, эффективно совладать с угрозой применения противником всего ядерного арсенала единовременно, и элементы которой размещались бы не только на суше, но и на море, и в космосе, обеспечивая таким образом дополнительную надёжность работы всей системы в целом (океаническо-сухопутно-космический). В процессе работы над системой противоракетной обороны, Челомей пришёл к выводу о необходимости выхода проектно-изыскательских работ за пределы сугубо оборонительной тематики и дополнения создаваемого им нового вида оружия наступательными возможностями, что делало этот комплекс уникальным в своём роде (оборонительно-наступательным)

## Конструкторский замысел
Комплекс в завершённом виде представлял собой единую боевую систему, включающую в себя группировку космических аппаратов, выведенных на околоземную орбиту, корабли и суда ВМФ СССР, а также различные стационарные и мобильные объекты сухопутных компонентов Вооружённых Сил СССР, автоматизированную систему управления указанными силами и средствами, и обслуживающую её электронно-вычислительную технику, в совокупности обеспечивающих высокую степень автоматизации процессов в сфере противовоздушной и противоракетной обороны СССР от возможных угроз со стороны вероятного противника (США и блок НАТО), и обеспечивающих стратегическое превосходство над ним, — по мысли Челомея, комплекс должен был обеспечить практическую неуязвимость Советского Союза от любой попытки нанесения ядерного удара, независимо от применяемого противником средства воздушного и воздушно-космического нападения — средства доставки ядерных боеприпасов (стратегические бомбардировщики и/или ракеты) и независимо от количества указанных средств противника, единовременно задействованных в нападении, а также высокую вероятность превентивного (упреждающего) поражения стратегических ядерных сил США — атомных подводных лодок до запуска ими баллистических ракет и бомбардировщиков непосредственно на аэродромах взлёта. Несмотря на целый ряд успехов на начальной стадии работы над проектом, проектно-конструкторские работы были приостановлены по решению Политбюро ЦК КПСС. По мнению советского и российского учёного-историка А. И. Фурсова, если бы этот проект был реализован, то СССР уходил примерно на пятьдесят лет вперёд от США и стран НАТО в сфере развития военно-космических технологий, что, в свою очередь, делало не нужным явление т. н. «гонки вооружений». В официальных материалах, выпущенных «Роскосмосом» к столетию со дня рождения В. Н. Челомея, отмечается, что в своих разработках он исходил из необходимости предотвращения ядерной войны путём достижения такого превосходства СССР в стратегических вооружениях, которое делало бы невозможным любые попытки развязывания ядерной войны со стороны её противников, для этого задачей-максимум конструктора было создание такой космической системы для нужд обороны страны, которая обеспечивала бы Советскому Союзу в военном плане контроль надо всей планетой, — не для того, чтобы подстегнуть, а наоборот, чтобы исключить саму возможность такой войны, — а этапами на пути к решению этой глобальной задачи — задачами-минимум — было создание ракетных вооружений, космической техники и т. д.

## Элементы комплекса
Для решения вышеописанных задач, комплекс включал в себя следующие элементы, каждый из которых разрабатывался отдельно и мог быть использован как самостоятельное изобретение для дальнейшего включения в систему обороны страны (что и произошло впоследствии для отдельных элементов комплекса). Стержневую основу комплекса составляли две системы: система противоракетной обороны «Таран» и полифункциональная (наступательно-оборонительная) ракетная система «Закат» (альтернативное название — «Башмак»).

### Управление
- Средства автоматизации. Автоматизированная система управления средствами комплекса на основе ЦВК 5Э92б (систему воздушно-космической обороны Северной Америки NORAD обслуживали компьютеры Philco 2000/212, которые уступали по ряду операционно-технических параметров своим советским аналогам, в частности по уровню производительности: 240 тыс. операций/сек против 500 тыс. у 5Э92б).

### Оборона
- Разведывательные спутники и пилотируемые космические станции «Космос-557» для разведки, наблюдения и целеуказания сухопутных и морских целей.
- Боевые космические станции (разведывательно-боевые платформы) «Алмаз» для защиты разведспутников и необорудованных вооружением космических станций от противоспутниковых мероприятий противника и решения комплекса других задач, в частности, дополнения и дублирования разведывательных возможностей беспилотных спутников, проверки и подтверждения космонавтами-разведчиками БКС данных, полученных с автоматизированных устройств слежения спутников.
- Радиолокационные станции дальнего обнаружения ЦСО-С, которые фиксировали старт ракет противника и передавали сигнал на автоматизированную систему управления, откуда он поступал далее, на пусковые установки противоракет.
- Противоракеты на базе УР-100, направленные на перехват ракет противника на пересекающихся курсах в космическом пространстве на околоземной орбите. Функция противоракеты состояла в том, чтобы нейтрализовать цель на подлёте, для этого было достаточно нарушить работу системы управления ракеты противника, повредив её теплозащиту, оболочку и другие критически важные узлы и агрегаты.
- Ракеты ближнего и среднего перехвата ПРС-1 и В-825 (по сути, усовершенствованные зенитные управляемые ракеты) для поражения на границе земной атмосферы тех ракет противника, которым удалось преодолеть противоракетную оборону в космосе.

### Нападение
- Истребители спутников (ИС) и маневренные спутники-перехватчики «Космос-252» для уничтожения разведывательно-ударных спутников противника.
- Сверхзвуковые высотные крылатые ракеты для нанесения ударов по наземным объектам противника с атомных подводных лодок и стратегических ракетоносцев с безопасного расстояния, без захода в зону активной обороны противника.
- Противокорабельные ракеты П-5Д и П-35, как элементы системы упреждающего поражения атомных подводных лодок противника.
- Межконтинентальные баллистические ракеты УР-100 для нанесения ядерного удара по ключевым, стратегически важным центрам системы обороны противника.
- Подводные автономные автоматизированные контейнерные ракетные комплексы (ПААКРК) для обеспечения гарантированного массированного возмездия в случае уничтожения или выведения из строя противником вышеперечисленных элементов.

Словесные названия
Челомей, имея довольно специфическое чувство юмора, некоторым своим разработкам давал достаточно ироничные названия или названия со скрытым подтекстом. Не обошло это и элементы данного комплекса. «Истребитель спутников» (сокращённо «ИС») был назван так по аналогии с советским тяжёлым танком «ИС» периода Великой Отечественной войны («Иосиф Сталин»), — предполагалось, что космический «ИС» будет точно так же господствовать в космосе, как сухопутный «ИС» господствовал на земном поле боя; «Таран» предполагал поражение ракеты противника противоракетой (то есть, в определённом смысле, тоже своего рода «космический таран») позаимствовав своё название от воздушного тарана (название подсказал космонавт Андриян Николаев, в шутку предложивший таранить на орбите спутники противника, сродни пропагандистским лозунгам периода войны «Таран — оружие героев»); «Башмак» — от эпизода с участием Н. С. Хрущёва, по слухам имевшего место на заседании 15-й Генеральной Ассамблеи ООН (эта же шутливая история послужила поводом для простонародного названия советской термоядерной авиабомбы «Кузькина мать» в начале 1960-х гг.); «Закат» — сокращённый вариант словосочетания «закат Америки» или «Закат американского империализма», — так назывался цикл статей и одноименное клише в советской международно-политической публицистике.
Универсальность
Высокая степень унификации элементов комплекса позволяла отдельным элементам выполнять смежные функции, — так, например, ракета УР-100 и её последующая модификация УР-100Н (так называемая «сотка»), при условии оснащения её соответствующей боевой частью, могла выполнять как сугубо оборонительные функции противоракеты, так и наступательные функции межконтинентальной баллистической или противокорабельной ракеты, а равно использоваться в качестве ракеты-носителя для гражданских космических проектов (конверсионная модификация — РН «Рокот»; Челомей сам предлагал использовать перспективную УР-200 в качестве универсального носителя для различных нагрузок). Ракеты на базе УР-100, сравнительно дешевые и простые в эксплуатации, выпускались в большом количестве, — согласно концепции, предложенной Челомеем, при ядерном нападении на Советский Союз всегда должно было оставаться достаточное количество ракет для ответного удара возмездия. Надёжность всей системы в целом и бесперебойность работы комплекса, как на этапе отражения удара противника, так и на этапе нанесения массированного ответного удара, обеспечивалась за счёт того, что каждая ракета была оснащена собственной системой управления, шахтной пусковой установкой, средствами преодоления противоракетной обороны противника и т. д. Причём, система беспрограммного наведения ракет (разрабатывалась коллективом под руководством Л. И. Ткачёва) была исходно запрограммирована на нанесение ракетно-ядерного контрудара по целям в Северной Америке даже в том случае, если Советский Союз, как потенциальная сторона конфликта, был к тому времени нейтрализован (позже, принцип гарантированного возмездия будет реализован в системе автоматического управления массированным ответным ядерным ударом «Периметр»). Даже несмотря на то, что Договор об ограничении систем противоракетной обороны буквально «похоронил» эту идею, Челомей продолжал заниматься созданием комплексной системы обеспечения противоракетной обороны страны, которая по его идее должна была о концовке представлять собой «непробиваемый щит». После того, как варианты ракетного ответа на ракетную угрозу со стороны противника стали недоступными в связи с ограничениями по принятому ранее американо-советскому договору, он стал искать альтернативные пути решения этой задачи и нашёл их, — Челомей был уверен, что создание мощных лазеров поможет разрешить эту проблему (программа разработки лазерного оружия для нужд противоракетной обороны страны под кодовым названием «Терра» велась в СССР практически параллельно с разработками Челомея).

## Хронология прекращения проекта
Прекращение работ над отдельными элементами и всем комплексом в целом осуществлялось последовательно, с 1964 по 1972 гг. Проект противоракетной системы «Таран» с противоракетами на базе УР-100 был закрыт в 1964 г., — вскоре после отставки Н. С. Хрущёва с должности Генерального секретаря ЦК КПСС, — специальным постановлением ЦК КПСС и Совета Министров СССР работы по системе «Таран» были прекращены (в следующем году были возобновлены ранее приостановленные работы по созданию системы А-35). Проект морского варианта УР-100М для размещения на плавучих носителях разрабатывался в 1963–1964 гг. и также не был реализован. В 1965 были прекращены работы по УР-200. В 1967 были прекращены работы над подводным автономным автоматизированным контейнерным ракетным комплексом, в 1968 — над спутниками-перехватчиками, в 1969 — над пилотируемыми разведывательно-боевыми платформами (боевыми космическими станциями), 1972 — полное свёртывание программы в связи с подписанием советско-американского Договора о сокращении наступательных вооружений (СНВ-1) и уничтожение проектной документации.

## Общая оценка проекта
Газета «Правда» писала по этому поводу: «…на 15 — 20 лет, как минимум, опередил США В. Н. Челомей», однако, реализация проекта была заблокирована членами Политбюро ЦК КПСС Д. Ф. Устиновым (в то время секретарь ЦК по обороне) и Ю. В. Андроповым (секретарь ЦК по социалистическим странам) по конъюнктурным соображениям. Став Министром обороны СССР, Маршал Советского Союза Д. Ф. Устинов практически сразу же остановил реализацию всех сохранившихся к тому времени проектов В. Н. Челомея: «ОКБ создано не для этих задач», — так он аргументировал своё решение. Резко отрицательную оценку комплексу дал один из главных соперников В. Н. Челомея на конструкторском поприще генерал-лейтенант Г. В. Кисунько (который участвовал в работе над комплексом на начальной стадии вместе с В. Н. Челомеем и Е. И. Забабахиным, обращался в правительственные инстанции с соответствующим коллективным предложением, но впоследствии стал его критиком и занялся собственным проектом), один из создателей принципиально иной системы противоракетной обороны страны А-35: «Слава богу, дальше проектов дело не сдвинулось». Тем не менее, до осени 1964 г., то есть, до отстранения Н. С. Хрущёва от власти, разработки самого Г. В. Кисунько находились под угрозой закрытия, однако, история сложилась иначе. В этом, как считает ряд исследователей, сказалось противостояние различных группировок номенклатуры и курируемых ими опытно-конструкторских бюро и научно-исследовательских институтов, особенно, учитывая то обстоятельство, что коллектив В. Н. Челомея находился под патронажем Н. С. Хрущёва, сын которого — Сергей Хрущёв — трудился в ОКБ-52, что, в свою очередь, не могло не отразиться на работе бюро после отстранения Хрущёва от власти. Личностный фактор и бескомпромиссный характер противостояния двух конструкторов можно описать словами канд. тех. наук, полковника Н. Д. Дроздова (во время описываемых событий — заместитель начальника 5-го управления НИИ-2 Министерства обороны СССР): «Был во главе государства Хрущёв — прав был Челомей со своим «Тараном». Ушёл Хрущев, Устинов остался — прав Кисунько со своей глубокой модернизацией системы «А-35», а тома по «Тарану» в печку». После отставки Хрущёва, по мнению А. И. Фурсова, работы над проектом были бы приостановлены, независимо от того, как сложился бы исход внутрипартийной борьбы в высшем советском руководстве и независимо от того, какая группировка номенклатуры вышла бы на руководящие позиции в Политбюро ЦК КПСС. В то же время, по мнению учёного, прекращение работ над созданием комплекса означало интенсификацию «гонки вооружений» и обеспечивало работой военно-промышленный комплекс СССР, что полностью устраивало высшее военно-политическое руководство СССР.

## Дальнейшая судьба проекта
Формально, этот и другие проекты были законсервированы, изготовленные к тому времени образцы космической техники остались на складах хранения космодрома «Байконур». Часть проектной документации, ведшаяся в порядке секретного делопроизводства и не подлежащая разглашению, была уничтожена в соответствии с требованиями нормативно-правовых актов о защите государственной тайны, чертежи из ОКБ-52 не подпадающие под указанные требования относительно их уничтожения, по приказу Д. Ф. Устинова были переданы в другие конструкторские бюро, для использования в других проектах, в том числе гражданских (конверсионных). В 1990-е гг., после распада СССР, в рамках осуществлявшегося под руководством Б. Н. Ельцина курса на укрепление российско-американских отношений, ряд наработок, как, например, система беспрограммного наведения ракет, были рассекречены и безвозмездно переданы американской стороне в качестве акта доброй воли. Несмотря на то, что ряд наработок проекта был частично расконсервирован для использования в других проектах космической программы СССР во второй половине 1980-х гг., в частности, «Космос-1870» и ряде других, однако весь комплекс в целом так и остался невостребованным в СССР и России. В силу особого режима, — пишет по этому поводу лично знавший Челомея инженер по испытаниям ракетно-космической техники на космодроме «Байконур» полковник И. М. Евтеев, — практически до настоящих дней держится под спудом роль и значение разработок Челомея, их огромное значение и влияние на развитие космических технологий до настоящего времени умалчивается печатью.